# آرامگاه باباحاتم
آرامگاهی از سده‌های ۵ و ۶ق/ ۱۱ و ۱۲م در ۶۰کیلومتری غرب مزارشریف در دهستان امام صاحب افغانستان.

## معماری بنا
مقبره‌ای متعلق به قرن پنجم، واقع در شمال افغانستان، حدود شصت کیلومتری غرب بلخ، که در میان اهالی به بابا حاتم شهرت دارد.
طرح آن به شیوهٔ نخستین مقبره‌های اسلامی در ایران، ساده و عبارت از فضای چهارگوشی است که قبه‌ای بر سه کُنج‌های آن ساخته شده است. گرچه تعیین دقیق ابعاد آن ممکن نیست، نسبت اندازها ظاهراً مبتنی بر واحدی است که تناسب اجزاء در آن حفظ شده است. گذشته از شبکه‌سازی قابِ درگاه بالای درِ ورودی، تنها زینتی که در نمای آجری زمخت این بنا به چشم می‌خورد کتیبه ای است مشتمل بر جملات «بسم الله الرحمن الرحیم، هذا مشهد سالار خلیل» به خط کوفی گرده‌دار برجسته که اطراف در را احاطه کرده است. این نسبت به حجم ساختمان اندازه‌ای خارق‌العاده دارد. در داخل، سه طاقچه گچ‌بری برجسته نما، که محراب را هم در بر می‌گیرد، وابستگی این‌گونه مقبره‌ها را به «چهارطاق» های پیشین تأیید می‌کند. گچ‌بری‌های آن تهیه نمونهٔ باز مانده از مقبره‌های قرن پنجم ایرانی است که در آن گونه‌های متنوعی از نگارهٔ برجستهٔ نیم‌رخ سر بز کوهی را از دو سوی می‌توان دید. دعایی طولانی به خط کوفی ساده بر ساقهٔ گنبد نوشته شده که برای فرشتگان مقرب خدا و انبیاء و مؤمنان در آسمان و زمین و حضرت محمد سلام می‌فرستد.

## صاحب مقبره
کتیبه موجود در بنا حکایت از آن می‌کند که این بنا متعلق به مرد شریفی به نام سالار خلیل است که او را با قساوت کشته‌اند، ولی تا کنون نام وی در منابع یافت نشده است. دیوید بیور کلمات بعدی را چنین خوانده است: «صفعه بن امّه» که البته کاملاً با حروف باقی‌مانده مطابقت نمی‌کند. در پایان دعایی که به خط کوفی بر ساقه گنبد نوشته شده نام هنرمند محمد بن احمد غود آمده که در جای دیگری ذکر از آن نرفته است.